# Позораць
Позораць (хорв. Pozorac) — населений пункт у Хорватії, у Сплітсько-Далматинській жупанії у складі громади Марина.

## Населення
Населення за даними перепису 2011 року становило 137 осіб. За переписом 2021 року населення зросло до 141.
Динаміка чисельності населення поселення:

## Клімат
Середня річна температура становить 15,39 °C, середня максимальна – 28,58 °C, а середня мінімальна – 2,70 °C. Середня річна кількість опадів – 719 мм.
| Клімат поселення                              | Клімат поселення | Клімат поселення | Клімат поселення | Клімат поселення | Клімат поселення | Клімат поселення | Клімат поселення | Клімат поселення | Клімат поселення | Клімат поселення | Клімат поселення | Клімат поселення | Клімат поселення |
| Показник                                      | Січ.             | Лют.             | Бер.             | Квіт.            | Трав.            | Черв.            | Лип.             | Серп.            | Вер.             | Жовт.            | Лист.            | Груд.            |                  |
| Середній максимум, °C                         | 11,03            | 11,54            | 14,26            | 17,53            | 22,58            | 26,50            | 28,58            | 28,49            | 24,30            | 19,93            | 14,43            | 11,22            |                  |
| Середня температура, °C                       | 6,88             | 7,38             | 10,10            | 13,38            | 18,41            | 22,34            | 25,13            | 25,03            | 20,84            | 16,47            | 10,99            | 7,75             |                  |
| Середній мінімум, °C                          | 2,70             | 3,20             | 5,94             | 9,21             | 14,25            | 18,17            | 21,68            | 21,57            | 17,41            | 13,01            | 7,52             | 4,28             |                  |
| Норма опадів, мм                              | 65               | 56               | 62               | 62               | 49               | 45               | 26               | 42               | 67               | 77               | 91               | 77               |                  |
| Середньомісячна швидкість вітру, м/с          | 3.26             | 3.41             | 3.51             | 3.31             | 2.91             | 2.63             | 2.68             | 2.54             | 2.85             | 3.00             | 3.65             | 3.55             |                  |
| Середньомісячна сонячна радіація, кДж/м²·день | 5508             | 8222             | 11938            | 16646            | 20634            | 23269            | 24795            | 21701            | 16145            | 10458            | 5944             | 4656             |                  |
| --------------------------------------------- | ---------------- | ---------------- | ---------------- | ---------------- | ---------------- | ---------------- | ---------------- | ---------------- | ---------------- | ---------------- | ---------------- | ---------------- | ---------------- |
| Джерело:                                      |                  |                  |                  |                  |                  |                  |                  |                  |                  |                  |                  |                  |                  |